# Niżni Barani Zwornik

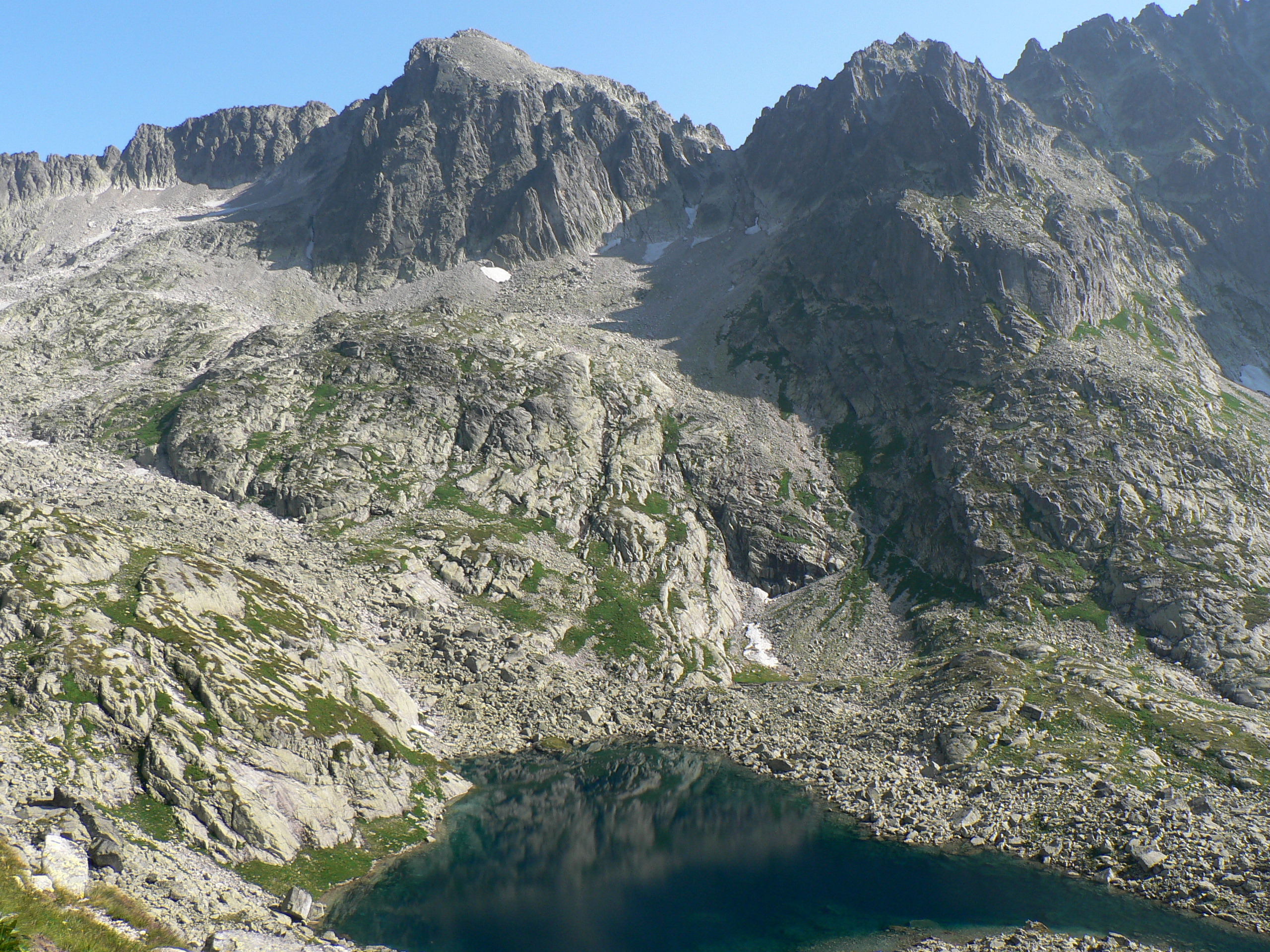
Niżni Barani Zwornik – pierwsze wyższe wzniesienie od lewej strony, dalej Baranie Rogi i Spiska Grzęda

Niżni Barani Zwornik (słow. Nižná Barania strážnica, ok. 2480 m n.p.m.) – niewybitny szczyt w głównej grani Tatr, należący do masywu Baranich Rogów (Baranie rohy, 2526 m).

## Topografia
Południowo-zachodnia grań Niżniego Baraniego Zwornika biegnie w stronę Śnieżnej Przełęczy (Ľadové sedlo, 2341 m). Znajdują się w niej następujące formacje (w kolejności od Niżniego Baraniego Zwornika):
- Wyżnie Baranie Wrótka (Vyšné baranie vrátka),
- Barani Kopiniaczek (Baraní mních),
- Pośrednie Baranie Wrótka (Prostredné baranie vrátka),
- Baranie Czuby (Baranie hrby) przerwane w połowie Niżnimi Baranimi Wrótkami (Nižné baranie vrátka)[2].

Grań wschodnia zmierza do Wyżniego Baraniego Zwornika (Vyšná Barania strážnica, ok. 2500 m). Znajdują się w niej (w kolejności od Niżniego Baraniego Zwornika):
- Niżnia Barania Ławka (Nižná barania lávka),
- Barani Kopiniak (Hrebeň baraních strážnic),
- Pośrednia Barania Ławka (Sedlo baraních strážnic)[2].

Na północ odchodzi od Niżniego Baraniego Zwornika krótka boczna grań – Barania Grań (hrebeň Baraních veží). Oddziela ona Śnieżny Bańdzioch (Kotlinka pod Snehovým) na zachodzie od Baraniego Bańdziocha (Barania dolinka) na wschodzie. Obie te formacje są górnymi kotłami Doliny Czarnej Jaworowej (Čierna Javorová dolina). Najbliższym wzniesieniem w Baraniej Grani jest Zadnia Barania Turnia, oddzielona od Niżniego Baraniego Zwornika Wyżnią Baranią Szczerbiną.
Niżni Barani Zwornik wznosi się od północy nad Doliną Czarną Jaworową (a konkretniej nad Śnieżnym Bańdziochem i Baranim Bańdziochem), a od południa nad Doliną Pięciu Stawów Spiskich (kotlina Piatich Spišských plies).
Na Niżni Barani Zwornik nie prowadzi żaden szlak turystyczny. Najłatwiejsza droga nieznakowana prowadzi na szczyt z Pośredniej Baraniej Ławki.

## Historia zdobycia
Pierwsze wejścia:
- letnie – Zygmunt Klemensiewicz i Roman Kordys, 27 sierpnia 1907 r.,
- zimowe – Miloš Matras i Jaroslav Mlezák, 11 grudnia 1953 r.[1]